# Ghiacciaio Kashin
Il ghiacciaio Kashin (in inglese  Kashin Glacier) è un ghiacciaio lungo 8 km e largo 7, situato sulla costa di Fallières, nella parte sud-occidentale della Terra di Graham, in Antartide. In particolare, il ghiacciaio si trova a sud-ovest del ghiacciaio Perutz, a nord del ghiacciaio Marvodol e a est-sudest del ghiacciaio Bader, e da qui fluisce verso nord-ovest, fra lo sperone Shapkarev e le cime Rudozem, fino ad entrare nel fiordo di Bourgeois, appena a sud-ovest del ghiacciaio Perutz.

## Storia
Il ghiacciaio Kashin è stato così battezzato dalla Commissione bulgara per i toponimi antartici in onore del villaggio di Kashin, nella Bulgaria settentrionale. 